# Blygrå vireo
Blygrå vireo (Vireo plumbeus) är en nord- och centralamerikansk fågel i familjen vireor inom ordningen tättingar.

## Utseende och läte
Blygrå vireo är en 12 centimeter lång fågel med grått på huvud, rygg och flankar och vit undersida. Den har en vit ögonring och vita vingband. Sången består av korta, hårda visslande fraser, med två sekunders mellanrum. Fraserna avslutas antingen med en hög eller låg ton.

## Utbredning och systematik
Blygrå vireo delas in i fyra underarter som har följande utbredning:
- Vireo plumbeus plumbeus (inklusive pinicolus och repetens[3]) – västcentrala USA till sydvästra Mexiko; flyttar vintertid till västra Mexiko
- Vireo plumbeus gravis – östcentrala Mexiko, flyttar vintertid till östra Mexiko
- Vireo plumbeus montanus – södra Mexiko till Honduras
- Vireo plumbeus notius – Belize

Blygrå vireo, glasögonvireo (Vireo solitarius) och västvireo (Vireo cassini) behandlades tidigare som en och samma art, Vireo solitarius. DNA-studier visar att de centralamerikanska underarterna montanus och notius tillsammans är systergrupp till hela komplexet. Även sången är avvikande från den nordligare populationen av blygrå vireo. Än så länge har detta dock inte lett till några taxonomiska förändringar.

## Levnadssätt
Arten påträffas huvudsakligen i öppen tallskog. Boet av barkremsor och dun placeras i en grenklyka. Den lägger tre till fem vita ägg med några bruna fläckar.

## Status och hot
Arten har ett stort utbredningsområde, men tros minska i antal, dock inte tillräckligt kraftigt för att den ska betraktas som hotad. Internationella naturvårdsunionen IUCN listar arten som livskraftig (LC). Världspopulationen uppskattas till 3,5 miljoner vuxna individer.

## Namn
På svenska har arten även kallats grå glasögonvireo.